# Antônio Carlos Magalhães
Antônio Carlos Peixoto de Magalhães GCC • GCIH • GCMM (Salvador, 4 de setembro de 1927 — São Paulo, 20 de julho de 2007), também conhecido pelo acrônimo ACM, foi um médico, empresário e político brasileiro, filiado ao Democratas (DEM), atual UNIÃO. Era imortal da Academia de Letras da Bahia.
Foi governador da Bahia, estado que governou por três vezes (em duas delas nomeado pelo regime militar brasileiro), além de ter sido eleito senador em 1994 e em 2002. Foi presidente do Senado de 1997 a 2001. Egresso da União Democrática Nacional (UDN), Aliança Renovadora Nacional (ARENA) e Partido Democrático Social (PDS), teve o Partido da Frente Liberal/Democratas (PFL/DEM) como sua última agremiação partidária.

## Biografia
Filho de Francisco Peixoto de Magalhães Neto e Helena Celestina de Magalhães, sendo neto de portugueses, iniciou sua vida  política já nos tempos de estudante, tendo sido presidente do grêmio estudantil do Colégio Estadual da Bahia, do Diretório Acadêmico da Faculdade de Medicina e do Diretório Central dos Estudantes da Universidade Federal da Bahia (UFBA).

Antônio Carlos Magalhães, 1972. Arquivo Nacional

Formou-se então em Medicina pela Faculdade de Medicina da UFBA em 1952 e logo foi alçado ao posto de professor-assistente no ano seguinte, igual ao seu irmão José Maria de Magalhães Netto, também egresso da Faculdade de Medicina da UFBA que se tornou professor na instituição. Em 1954 foi eleito deputado estadual pela União Democrática Nacional (UDN), legenda pela qual foi eleito deputado federal em 1958 e 1962. A 28 de Fevereiro de 1961 foi feito Grande-Oficial da Ordem do Infante D. Henrique de Portugal. Arguto, foi um dos grandes amigos do presidente Juscelino Kubitschek apesar de pertencerem a partidos opostos.
Protagonizaria um dos episódios mais tensos da história política brasileira: numa ocasião, Tenório Cavalcanti, ainda no mandato de deputado federal, discursava na Câmara dos Deputados. No discurso, acusava o então presidente do Banco do Brasil, Clemente Mariani, de desvio de verbas. Antônio Carlos Magalhães, então deputado e baiano como Mariani, defendera o conterrâneo respondendo que "vossa excelência pode dizer isso e mais coisas, mas na verdade o que vossa excelência é mesmo, é um protetor do jogo e do lenocínio, porque é um ladrão."
Tenório Cavalcanti, então, sacou o seu revólver e berrou: "Vai morrer agora mesmo!". Alguns dos membros da Câmara Federal correram para tentar impedir o assassinato, enquanto outros fugiram do plenário. Antônio Carlos Magalhães, tremendo de medo, teve uma incontinência urinária. Mesmo assim, gritava: "Atira." Tenório, por fim, resolveu não atirar. Rindo da situação em que ACM se encontrava, recolheu o revólver, dizendo que "só matava homem".
O deputado Tenório Cavalcanti teve suas armas apreendidas e seus direitos políticos cassados pelo governo militar em 1964 com a interveniência direta de ACM.
Simpático aos movimentos que redundaram na deposição do presidente João Goulart por meio do Golpe Militar de 1964 e na consequente instauração do Regime Militar, ingressou na ARENA e foi reeleito deputado federal em 1966, entretanto quase não exerceu o mandato em virtude de ter sido nomeado prefeito de Salvador em 10 de fevereiro de 1967 pelo governador Luís Viana Filho renunciando ao cargo em 6 de abril de 1970.
Meses depois foi indicado como governador da Bahia pelo presidente Emílio Garrastazu Médici sendo referendado pela Assembleia Legislativa para um mandato de quatro anos. Ávido por fazer o sucessor (sua preferência recaia sobre Clériston Andrade) teve que se conformar com a indicação de Roberto Santos para sucedê-lo no Palácio de Ondina. A 26 de Fevereiro de 1971 foi feito Grande-Oficial da Ordem de Benemerência e a 20 de Julho de 1972 foi agraciado com a Grã-Cruz da Ordem Militar de Cristo de Portugal. Após passar oito meses fora do poder, foi nomeado presidente da Eletrobrás pelo presidente Ernesto Geisel em novembro de 1975, cargo ao qual renunciou em 1978 a fim de ser indicado, com sucesso, para o seu segundo mandato como governador da Bahia, mandato cumprido integralmente.
Após a reformulação partidária filiou-se ao PDS em fevereiro de 1980 mantendo incólume sua condição de líder político apesar do duro golpe sofrido às vésperas das eleições de 1982 quando um acidente aéreo vitimou Clériston Andrade, candidato situacionista ao governo da Bahia. Refeito da tragédia, ACM indicou João Durval Carneiro como candidato a governador, opção afinal vitoriosa. Entusiasta da candidatura de Mário Andreazza à sucessão do presidente João Figueiredo, opôs-se firmemente ao nome de Paulo Maluf como candidato após sua vitória sobre Andreazza na convenção nacional do PDS realizada em 11 de agosto de 1984 pela contagem de 493 votos a 350. Episódio singular de sua postura antimalufista aconteceu três semanas após a convenção pedessista quando, na inauguração do novo terminal de passageiros do aeroporto de Salvador, o Ministro da Aeronáutica, Délio Jardim de Matos, criticou a postura dos dissidentes do PDS em favor da candidatura de Tancredo Neves no que ACM respondeu: "Trair a Revolução de 1964 é apoiar Maluf para presidente".
Decisivo para a vitória oposicionista no Colégio Eleitoral em 15 de janeiro de 1985, Antônio Carlos Magalhães foi indicado Ministro das Comunicações por Tancredo Neves sendo confirmado no cargo por José Sarney (aliás, foi o único ministro civil que permaneceu no cargo durante os cinco anos de governo do maranhense). Curiosamente ACM foi guindado à condição de ministro de estado ainda filiado ao PDS visto que só ingressaria no PFL em 6 de janeiro de 1986.
Seu grupo político sofreu uma derrota em 1986 quando Waldir Pires venceu Josaphat Marinho na disputa pelo governo do Estado, ano em que enfrentou um drama familiar sem precedentes: a morte de sua filha, Ana Lúcia Maron de Magalhães, No dia da eleição, agrediu um repórter da TV Itapoan, então afiliada do SBT. De volta à seara política o poderio de ACM na política estadual foi revigorado a partir da renúncia de Pires ao governo em 14 de maio de 1989 com o fito de concorrer ao cargo de vice-presidente da República (PMDB) na chapa de Ulysses Guimarães, intento que não sobreviveu ao primeiro turno das eleições. Ainda em 1989 ACM sofreu um infarto e teve que passar por uma cirurgia, o que não o impediu de ser eleito governador do estado em 1990 ainda em primeiro turno.
Aliado de Fernando Collor até a última hora, teve uma influência política reduzida durante o governo Itamar Franco, mas reverteu tal situação ao se posicionar como um dos artífices da aliança entre o PSDB e o PFL que elegeu o senador Fernando Henrique Cardoso presidente da República em 1994, mesmo ano em que Antônio Carlos Magalhães foi eleito senador pela Bahia e Paulo Souto governador do estado. Embora aliado importante do Governo Federal (seu filho, Luís Eduardo Magalhães, presidiu a Câmara dos Deputados entre 1995/1997), ACM se opôs com firmeza à liquidação do Banco Econômico expondo assim sua face de "Toninho Malvadeza", epíteto usado por adversários políticos que qualificavam sua ação política como "truculenta". Já seus acólitos preferiam identificá-lo como "Toninho Ternura".

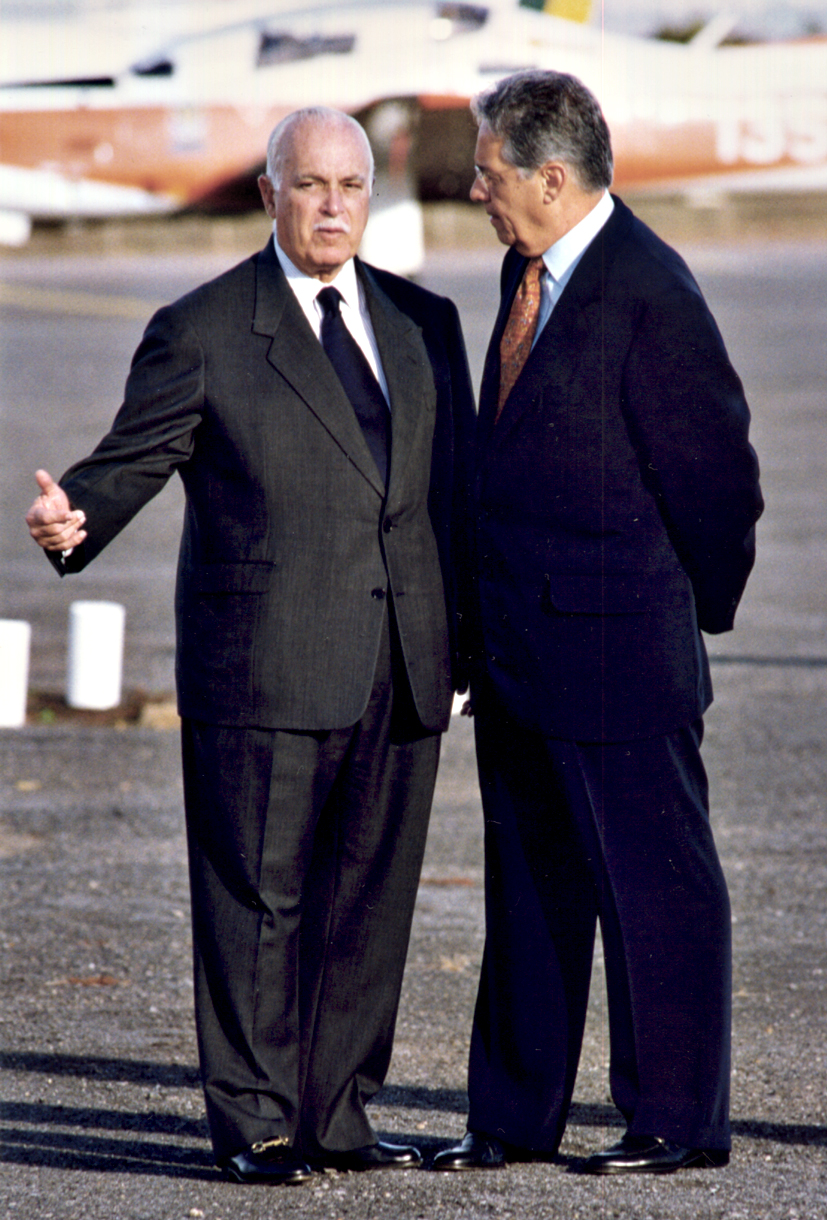
Fernando Henrique Cardoso e Antônio Carlos Magalhães em 1998

Em 1996 seus aliados venceram as eleições para a Prefeitura de Salvador pela primeira vez na história com a candidatura de Antônio Imbassahy, que seria reeleito no ano 2000 na mais evidente prova de que o "carlismo" era a maior força política da Bahia. Eleito presidente do Senado Federal para o biênio 1997/1999 sofreu um duríssimo golpe com a morte de seu filho Luís Eduardo em 21 de abril de 1998, mesmo assim colheu importantes vitórias àquele mesmo ano com a reeleição de FHC para a Presidência da República e a de César Borges para o governo da Bahia. Foi reeleito presidente do Senado Federal para o biênio 1999/2001, tendo antes ocupado a Presidência da República entre 16 e 24 de maio de 1998 em razão de uma viagem do titular ao exterior, visto que tanto o vice-presidente Marco Maciel, quanto o presidente da Câmara dos Deputados, Michel Temer, estavam impedidos de assumir o cargo durante o período eleitoral sob pena de inelegibilidade.
A 16 de Dezembro de 1997 foi elevado a Grã-Cruz da Ordem do Infante D. Henrique de Portugal. No ano seguinte, foi promovido ao grau de Grã-Cruz da Ordem do Mérito Militar do Brasil pelo presidente Fernando Henrique Cardoso.

### Renúncia
A partir de abril do ano 2000 protagonizou uma série de ofensas e trocas de acusações com o senador paraense Jader Barbalho, contenda que tinha como plano de fundo a sucessão de ACM na presidência do Senado Federal. À medida que era criticado por seu contendor, Antônio Carlos respondia elevando cada vez mais o tom das críticas, fato que recrudesceu às vésperas da eleição para a mesa diretora do Senado em 14 de fevereiro de 2001 quando Jader, enfim, derrotou o senador Arlindo Porto (PTB-MG) e foi alçado à presidência da casa. Ao longo de seus embates com Jader (que recebera o apoio do PSDB para se eleger), ACM desfere críticas ao Governo Federal, a quem acusa de conivência com a corrupção, postura que leva à demissão os ministros Waldeck Ornélas (Previdência Social) e Rodolpho Tourinho (Minas e Energia), ambos indicados por ele, o que enfraqueceu sua posição nas hostes situacionistas. Dias depois surge a informação de que Antônio Carlos Magalhães tivera acesso a uma lista de votação onde constava o voto de cada um dos senadores que participaram da sessão que cassou o mandato do senador Luiz Estevão (PMDB-DF), acusado de envolvimento na obra superfaturada da sede do Tribunal Regional do Trabalho de São Paulo. A referida lista teria sido apresentada a ACM pelo senador José Roberto Arruda (PSDB-DF), então líder do governo. O escândalo estourou em nível nacional quando, em 2001, uma reportagem da revista Istoé em que descreve o diálogo travado entre ACM e o procurador da República no Distrito Federal, Luiz Francisco de Souza. No encontro, o senador afirma para Souza que sabia como os senadores tinham votado em relação ao processo de cassação de Estevão. Essa fraude protagonizada pelo político baiano ficou conhecida como o escândalo do painel.
Alvos de um pedido de quebra de decoro parlamentar após uma investigação conduzida pelo Conselho de Ética do Senado, os dois parlamentares negaram envolvimento no caso, porém a confissão de Regina Borges, então diretora da Empresa de Processamento de Dados do Senado, de que a lista foi entregue por ela a Arruda a pedido do próprio senador e depois mostrada por este último a ACM tornou insustentável a posição dos dois que, sem saída, apresentaram seus pedidos de renúncia para evitar a cassação de seus mandatos e a consequente perda dos direitos políticos e assim Arruda renunciou em 24 de maio de 2001 e Antônio Carlos Magalhães no dia 30 de maio. Em lugar de ACM foi empossado seu filho, o empresário Antônio Carlos Magalhães Júnior. De volta a Bahia acompanhou os eventos que levariam Jader Barbalho a renunciar ao mandato de senador e nas eleições de 2002 colheu as últimas vitórias de seu esquema político com a volta de Paulo Souto ao governo e a conquista de mais um mandato de senador.

### De volta ao Senado

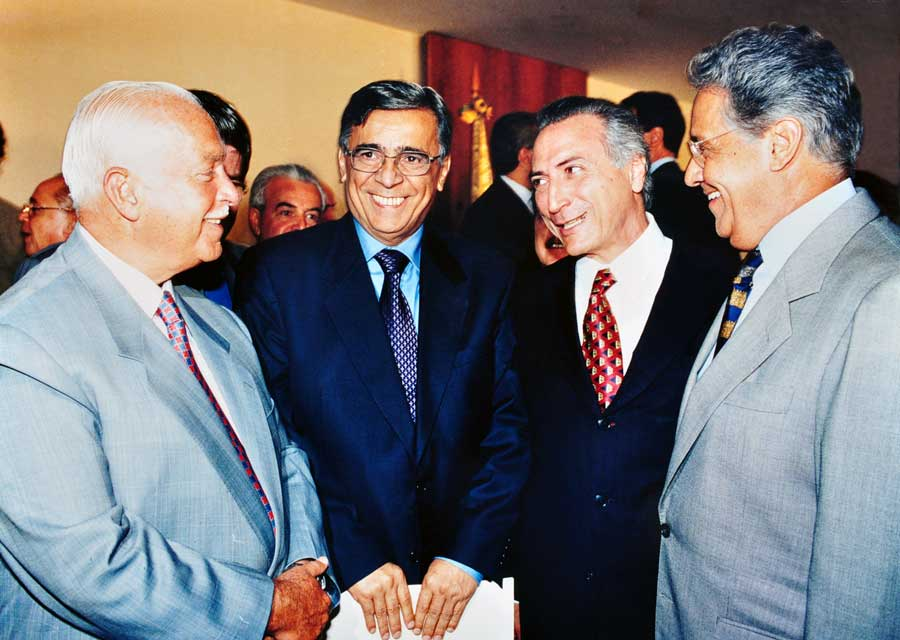
Lideranças do Congresso, ACM, Élcio Alvares, Michel Temer com o presidente Fernando Henrique Cardoso.

Empossado em 1º de fevereiro de 2003 logo ACM interrompeu a "trégua política" concedida a Luiz Inácio Lula da Silva e passou a fazer uma oposição veemente ao governo e aos aliados deste, todavia o definhar de sua até então inabalável e incontestável liderança tomou forma em 2004 quando o oposicionista João Henrique Carneiro (PDT) foi eleito prefeito de Salvador em segundo turno ao derrotar o "carlista" César Borges e no ano seguinte foi a vez de Antônio Imbassahy deixar o PFL e se abrigar no PSDB.
Em 2006 seus candidatos a governador (Paulo Souto) e a senador (Rodolpho Tourinho) não foram reeleitos sendo derrotados respectivamente por Jaques Wagner (PT) e João Durval Carneiro (PDT), este último pai do prefeito de Salvador. Embora seu filho Antônio Carlos Magalhães Júnior tenha pendores políticos, a continuidade de sua vida política do clã parece uma tarefa que cabe a seu neto Antônio Carlos Magalhães Neto, eleito deputado federal em 2002, 2006 e 2010; e prefeito de Salvador em 2012 e 2016.

## Empreendimentos da família
Além da Construtora OAS, fundada pelo seu genro César Mata Pires, seu filho, Antônio Carlos Magalhães Júnior, é um dos diretores da Rede Bahia, conglomerado que engloba diversas empresas do estado, principalmente de comunicação. São elas:
- Bahia FM (Rádio FM em Salvador)
- Bahia FM Sul (Rádio FM em Itabuna)
- Correio (Jornal impresso)
- GFM (Rádio FM em Salvador)
- Bahia Eventos (Produtora)
- iBahia (Portal de Internet)
- Santa Helena Construtora
- TV Bahia (afiliada da TV Globo em Salvador e região)
- TV São Francisco (afiliada da TV Globo em Juazeiro e região)
- TV Oeste (afiliada da TV Globo em Barreiras e região)
- TV Santa Cruz (afiliada da TV Globo em Itabuna e região)
- TV Subaé (afiliada da TV Globo em Feira de Santana e região)
- TV Sudoeste (afiliada da TV Globo em Vitória da Conquista e região)

## Governo da Bahia
Exerceu ACM três mandatos como governador da Bahia.
No primeiro governo foi eleito por via indireta - em plena Ditadura Militar - pelos deputados estaduais, ACM representava a ARENA (partido do Regime) e vinha de uma administração da Prefeitura da Capital onde arregimentara poderes que o capacitaram a receber o apoio total do sistema. Tomou posse a 15 de março de 1971, e o carlismo - então uma força restrita à capital - ganha todo o Estado. Já em seu discurso de posse, ACM não nega sua ambição:
| “ | São palavras evangélicas: aquele a quem muito se entregou, muito mais se exigirá. Sei que recebo muito, diria mesmo que recebo tudo, e estou consciente de que os baianos poderão exigir de mim trabalho, seriedade no trabalho da administração, uma vida permanentemente voltada para o bem comum. | ” |

ACM atuou durante a fase do Milagre econômico. A Bahia entrou em um processo acelerado de industrialização, com a instalação, em Camaçari, de indústrias no Polo Petroquímico. Na Capital, Salvador, governada por um fiel aliado (Clériston Andrade), ACM realiza obras de grande impacto, abrindo as chamadas "avenidas de vale", modernizando o tráfego da cidade e driblando sua topografia acidentada da parte velha. Também no turismo Salvador deu um importante salto: de 400 apartamentos em 1970, passou para 2 400 ao fim de sua administração.
Ao largo das realizações da sua administração, crescia também a sua importância política no estado: faz o sucessor, Roberto Santos, além de manter sob sua égide o prefeito da capital. O carlismo consolida-se como a maior força política do Estado, e que cruzaria todo o final do século XX adentrando o XXI.
No segundo governo tomou posse à 15 de março de 1979, sucedendo a Roberto Santos - numa continuidade clara da primeira administração.
ACM, gozando de grande popularidade, mantinha sob sua égide a maioria ampla dos mais de trezentos prefeitos do Estado, e a quase totalidade das bancadas de deputados federais e estaduais - o que lhe credenciam a, pela primeira vez, intervir com voz ativa em assuntos federais, estando no poder o presidente General Figueiredo.
Em seu discurso de posse atesta esse domínio:
| “ | Desde 1970, tive a honra de conduzir e liderar as insofismáveis vitórias da Arena em nosso estado, de tal forma que nem o mais impenitente adversário pôde levantar dúvidas quanto ao merecimento e à lisura do nosso trabalho. E foram essas vitórias que situaram, tão bem, a Bahia no cenário nacional. | ” |

Também o prefeito da capital é homem de sua confiança: Mário Kertész - que já lhe servira como secretário, no governo anterior.
Estende seu poder também ao Poder Judiciário, ao nomear seu Chefe da Casa Civil, o advogado Paulo Furtado, para o cargo de desembargador - sem que este jamais houvesse exercido a magistratura: na Bahia. Este mandato também fora conquistado de forma indireta.
No terceiro governo, com a renúncia do governador Waldir Pires em 14 de maio de 1989, ACM chamou novamente a si a tarefa de disputar o cargo máximo do estado. Pela primeira vez disputando um pleito direto, já dono de vasta rede de telecomunicações, tem como seu adversário o ex-afilhado Roberto Santos. A oposição é derrotada e ACM reconquista o poder ainda no primeiro turno.
O carlismo assenta-se, de forma quase definitiva, na Bahia, referendado desta vez pela legitimidade das eleições. ACM ajudou a eleger seus aliados, por sucessivos mandatos, para o Governo do Estado. Dirigiu então, cada vez mais, suas atenções para Brasília, paulatinamente promovendo a imagem de seu filho Luís Eduardo Magalhães. Porém, voltou a perder uma eleição estadual, em 2006, vinte anos após a derrota para Waldir Pires, portanto, quando Jacques Wagner derrotou o então Governador "carlista" Paulo Souto.

## Falecimento

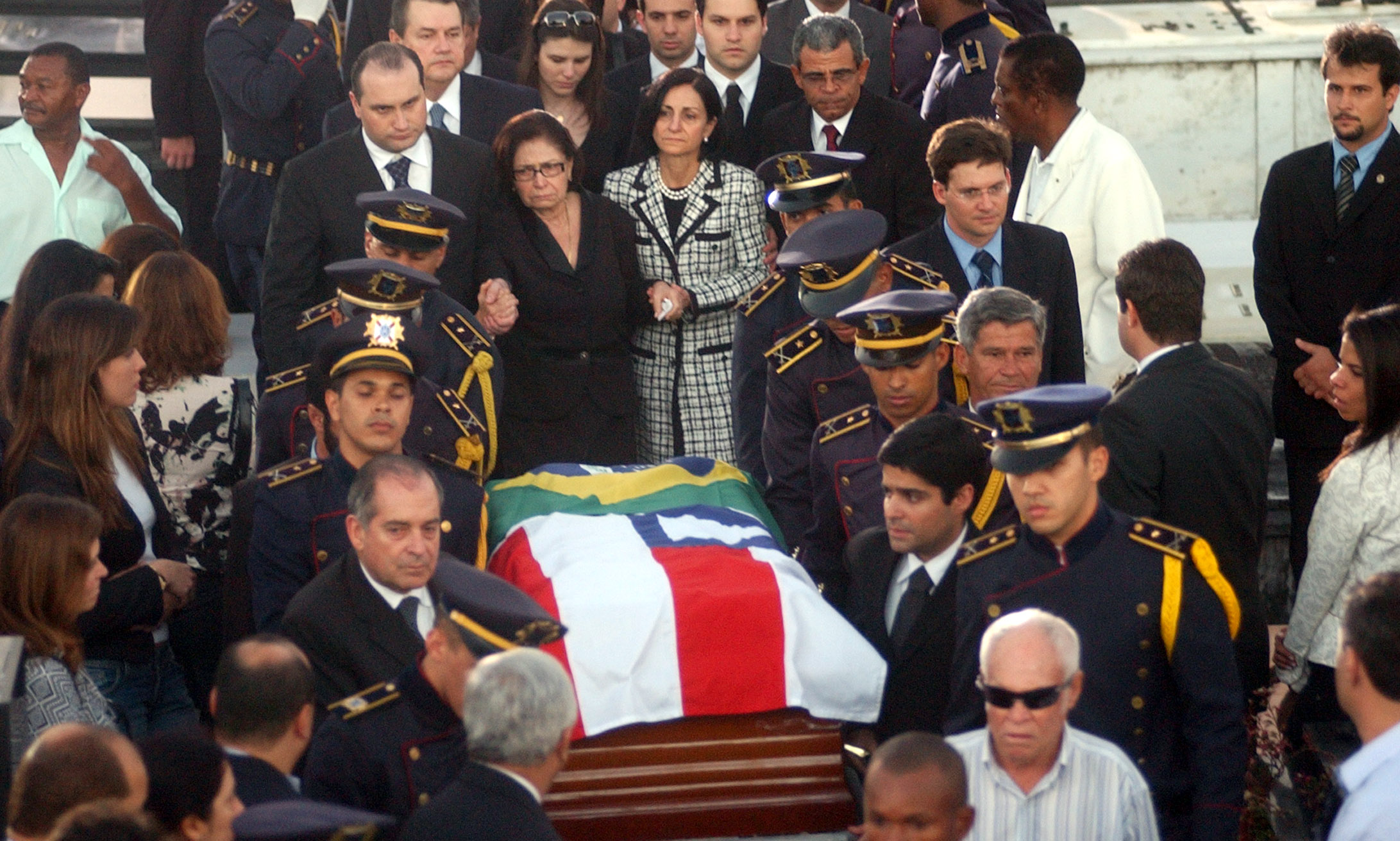
Enterro de ACM

Antônio Carlos Magalhães já estava internado havia cerca de quarenta dias, depois de uma infecção generalizada a qual o forçou a ser sedado e depender de aparelhos. Sofreu uma parada cardíaca, que piorou o quadro clínico do político, levando-o ao falecimento às 11 horas e 40 minutos do dia 20 de julho de 2007, no InCor (Instituto do Coração do Hospital das Clínicas da Faculdade de Medicina da Universidade de São Paulo), por falência múltipla dos órgãos e insuficiência cardíaca.
Com sua morte, aos 79 anos, ACM foi substituído por seu filho, Antônio Carlos Magalhães Júnior, que assumiu a vaga como suplente até o final da legislatura já iniciada pelo senador, que se encerrou no ano de 2011. O senador foi enterrado no Cemitério do Campo Santo, no centro da capital baiana, ao lado de seu outro filho, Luís Eduardo Magalhães.
Ao falecer, ACM deixou uma herança estimada em 500 milhões de reais que foi objeto de disputa entre herdeiros.

## Desempenho Eleitoral
| Ano  | Eleição           | Cargo      | Partido | Partido | Coligação                                                             | Vice/Suplentes                                     | Votos para ACM | Votos para ACM | Votos para ACM | Votos para ACM | Resultado | Ref          |
| Ano  | Eleição           | Cargo      | Partido | Partido | Coligação                                                             | Vice/Suplentes                                     | T.             | Total          | %              | P.             | Resultado | Ref          |
| ---- | ----------------- | ---------- | ------- | ------- | --------------------------------------------------------------------- | -------------------------------------------------- | -------------- | -------------- | -------------- | -------------- | --------- | ------------ |
| 1990 | Estadual da Bahia | Governador |         | PFL     | Vamos Salvar a Bahia (PFL, PDS, PTB, PL, PDC e PST)                   | Vice: Paulo Souto (PFL)                            | 1.º            | 1.642.726      | 50,71%         | 1.º            | Eleito    | [ 9 ] [ 10 ] |
| 1994 | Estadual da Bahia | Senador    |         | PFL     | Vontade do Povo (PFL, PPR, PTB, PP, PL, PSC)                          | 1°- ACM Jr. (PFL) 2°- Hélio Correia de Mello (PFL) | 1.º            | 1.926.557      | 37,36%         | 1.º            | Eleito    | [ 11 ] [ 9 ] |
| 2002 | Estadual da Bahia | Senador    |         | PFL     | Ação, competência, moralidade (PFL, PL, PPB, PTB, PSL, PTN, PST, PHS) | 1°- ACM Jr. (PFL) 2°- Hélio Correia de Mello (PFL) | 1.º            | 2.995.559      | 30,59%         | 1.º            | Eleito    | [ 9 ]        |